# Katherine Longly
Katherine Longly est une photographe et artiste visuelle belge, née à Messancy (Belgique) en 1980.

## Carrière de photographe
Katherine Longly travaille sur des projets de photographie documentaire. Ses travaux ont été exposés dans des galeries et des festivals de photographie, et elle a été lauréate de plusieurs prix, notamment le prix d'art contemporain du Luxembourg belge. Elle a effectué plusieurs résidences artistiques à l'étranger, particulièrement au Japon, dont la culture imprègne son travail.
Ses recherches, comme Rotten Potato, évoquant les concours de gros mangeurs, ou To tell my real intentions I want to eat only haze like a hermit, qui traite de l'impératif de minceur au Japon, portent souvent sur le rapport à l'alimentation des sujets photographiés.

## Travaux
- Just my luck (2023): Enquête artistique sur les conséquences sociologiques d'un soudain

gain d'argent en gagnant à la loterie.
- Hernie & Plume (2020): Livre photo qui dépeint l’univers d’un couple habitant un camping de la périphérie bruxelloise, avec le thème de la mobilité sociale en filigrane[5].

- To Tell my real intentions, I want to eat only haze like a hermit (2018): Livre d’artiste évoquant la relation à l’alimentation et au corps dans le contexte de la société japonaise, par le biais d’interviews, d’images d’archives, de photographies, etc.[6]

- Rotten Potato (2015): Installation photographique sur le thème des concours de ‘plus gros mangeurs’[7].